# Geräte- und Mannschaftswagen Tatra 805
Der Geräte- und Mannschaftswagen (tschechisch kurz: DA) war ein leichtes Allradfahrzeug der Feuerwehren in der Tschechoslowakei, vor allem in den 1950er und 1960er Jahren.

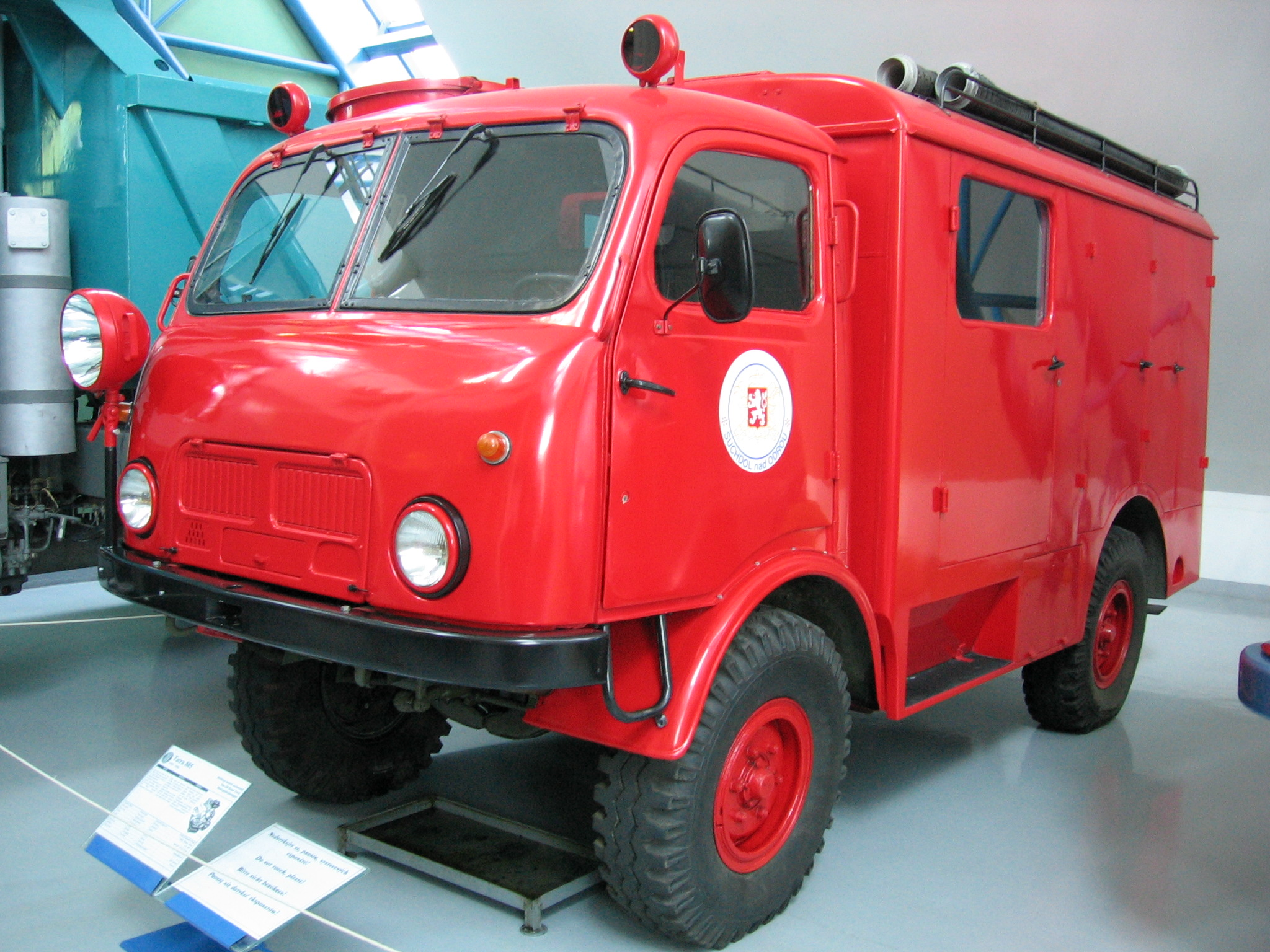
Tatra 805 mit Kofferaufbau

## Allgemeines
Die meisten Geräte- und Mannschaftswagen waren umgerüstete Modelle des Tatra 805. Ursprünglich wurde der Tatra 805 für die Tschechoslowakische Armee produziert und eingesetzt. Aufgrund ihrer guten Geländefahreigenschaften rüsteten die Freiwilligen Feuerwehren ausgemusterte Fahrzeuge zu Feuerwehrfahrzeugen um. Zum einen gab es den Geräte- und Mannschaftswagen mit Kofferaufbau und zum anderen als Pritsche. Das Fahrzeug verfügte über eine Gruppenbesatzung 1/8, wobei sich 6 Sitzplätze im Aufbau hinter der Fahrerkabine befanden. Auch wenn die Produktion des Tatra 805 im Jahr 1960 eingestellt wurde, so kommt in mancher Freiwilligen Feuerwehr in Tschechien der Geräte- und Mannschaftswagen auch heute  immer noch zum Einsatz.

## Ausstattung
- Tragkraftspritze auf der Ladefläche hinten
- Saugschläuche
- Druckschläuche in Rollen
- verschiedene Geräte

## Quelle
- Wolfgang Jendsch: Osteuropäische Feuerwehrfahrzeuge. Motorbuch Verlag, 2011, ISBN 978-3-613-03353-5